# 神山里美
神山 里美（こうやま さとみ、1962年（昭和37年）4月16日 - ）は、名古屋を中心に活動するラジオパーソナリティ。かつてはテレビ番組のレポーターやCMタレントも行なっていたが、現在はラジオを中心に活動している。
岐阜県岐阜市出身。元々歌手を目指していたが、諸般の事情で諦めたという。後に重盛啓之（CBCアナウンサー）のプロデュースでCDをリリースしている（ユニット名はMelody。作詞作曲が重盛啓之、ボーカルが神山里美）。
趣味は寺巡り。2008年9月現在、400以上の寺院に訪れたという。

## 主な過去の出演番組

### テレビ
- 夕焼けワイド510（CBCテレビ）
- 天才クイズ（CBCテレビ）
- カラオケ天国（岐阜放送）

### ラジオ
- 神山里美のホッとna日曜（CBCラジオ）
- もしもし電撃隊（CBCラジオ）
- CBC歌謡ベストテン（CBCラジオ）
- スポーツ探偵団（CBCラジオ）
- みんなの競馬（CBCラジオ）
- 19BOX21（CBCラジオ）
- CBCサンデーミュージックあさパレ（CBCラジオ）
- CBCサンデーミュージックひるパレ（CBCラジオ）
- 神田豐瑞・神山里美の神神がくがく（CBCラジオ）
- 私のリクエスト（岐阜放送）
- FMトワイライト（NHK-FM）
- ネバネバギブアップ （FM三重）

## CD
Melodyとして
- 「いつでもどこでも」（1991年）
- 「地平線追いかけて」（1993年）
- 「あなたこそすべて」（2006年）
- 「星に願いを」（2007年）

## 書籍
- こころの寺巡り（発行：ゆいぽおと　発売：KTC中央出版　ISBN 9784877584207 　2008年）